# Ann Van Gils
Ann Van Gils is een Belgisch voormalig korfbalster.

## Levensloop
Van Gils was actief bij Scaldis. Haar spelerscarrière sloot ze af bij Spartacus.
Daarnaast maakte ze deel uit van het Belgisch korfbalteam, waarmee ze onder meer zilver behaalde op de Wereldspelen van 1989.